# Sát Hãn Thiếp Mộc Nhi
Sát Hãn Thiếp Mộc Nhi (giản thể: 察罕帖木儿; phồn thể: 察罕帖木兒) hay Sát Hãn Đặc Mục Nhĩ (察罕特穆爾, chữ Mông Cổ: ᠴᠠᠭᠠᠨ ᠲᠡᠮᠦᠷ, chuyển tự La Tinh: Čaγan Temür hay Chaqan-temür, ? – 6/7/1362), tên tự Đình Thụy, sinh quán Trầm Khâu, Dĩnh Châu , nguyên quán Bắc Đình, dân tộc Uyghur, tướng lĩnh cuối đời nhà Nguyên trong lịch sử Trung Quốc.

## Thân thế
Ông cụ là Khoát Khoát Đài, ông nội là Nãi Man Đài, cha là Lương vương A Lỗ Ôn. Tổ tiên của Sát Hãn theo đại quân Mông Cổ tiến vào Trung Nguyên, đời sau định cư Trầm Khâu. Ông từ nhỏ đã ra sức học tập, từng thi đỗ Cử nhân, nức tiếng ở quê nhà, tự đặt tên Hán là Lý Sát Hãn.

## Sự nghiệp

### Tổ chức "nghĩa binh"
Tháng 5 năm Chí Chánh thứ 11 (1351), khởi nghĩa Khăn Đỏ nổ ra, quan quân nhà Nguyên liên tiếp thất bại. Năm sau (1352), Sát Hãn là người đầu tiên đứng ra tổ chức địa chủ vũ trang, tập hợp mấy trăm người địa phương, gọi là "nghĩa binh". Ông kết hợp với "nghĩa binh" của La Sơn điển lại Lý Tư Tề, vạch mưu giành lại được huyện La Sơn đã rơi vào tay quân Khăn Đỏ. Triều đình thụ Sát Hãn làm Trung Thuận đại phu, Nhữ Ninh phủ Đạt Lỗ Hoa Xích, Tư Tề làm Nhữ Ninh tri phủ. Lực lượng của Sát Hãn phát triển lên đến vạn người, đóng ở Trầm Khâu, liên tiếp đánh bại nghĩa quân Khăn Đỏ của Lưu Phúc Thông.
Tháng 2 năm thứ 15 (1355), bọn Lưu Phúc Thông đưa Hàn Lâm Nhi lên ngôi, khí thế nhất thời lên cao, Sát Hãn đóng giữ Hổ Lao  nhằm khống chế nghĩa quân. Tháng 11, Lưu Phúc Thông đưa quân vượt bến đò Mạnh Tân lên phía bắc, phá Hoài Khánh . Sát Hãn soái quân tiến đánh, nghĩa quân thua chạy. Nhờ công, thăng chức Trung thư Hình bộ thị lang, ban giai Trung nghị đại phu. Khi ấy quân Miêu đóng tại Huỳnh Dương làm phản, Sát Hãn nhân đêm tối tập kích, bắt hết bọn họ, rồi kết trại ở Trung Mưu. 30 vạn quân Khăn Đỏ đến đánh Trung Mưu, Sát Hãn soái quân ra sức chống trả, nghĩa quân bỏ cờ trống mà chạy, ông đuổi theo hơn 10 dặm, giết chết nghĩa quân vô số.

### Đưa quân tây tiến
Năm thứ 16 (1356), thăng chức Trung thư Binh bộ thượng thư, ban giai Gia nghị đại phu. Tháng 9, Lưu Phúc Thông sai bọn Lý Vũ, Thôi Đức phá Đồng Quan, tiến chiếm Thiểm Châu , Quắc Châu , chẹn ngang Hào, Hàm. Hà Nam hành tỉnh Bình chương chánh sự Đáp Thất Bát Đô Lỗ mệnh cho bọn Sát Hãn, Tư Tề đi dẹp. Sát Hãn tiến quân về phía tây, nhân đêm tối chiếm Hào Lăng . Ông tiếp tục tấn công Thiểm Châu, thành kiên cố không hạ được; chuyển sang đánh thành Linh Bảo (thuộc Quắc Châu), hạ được. Lý Vũ, Thôi Đức vượt Hoàng Hà chạy vào Sơn Tây, chiếm Bình Lục, cướp bóc An Ấp, Sát Hãn đuổi nà không tha. Lý Vũ, Thôi Đức lui quân xuống Dương Tân, cùng quân Nguyên chống chọi vài tháng, cuối cùng không địch nổi phải bỏ chạy. Ông nhờ công được gia Trung phụng đại phu, thêm Hà Bắc hành xu mật viện sự.
Năm thứ 17 (1357), Lý Vũ, Thôi Đức công phá nhiều nơi thuộc Thiểm Tây, triều đình nhà Nguyên phái bọn Sát Hãn, Tư Tề, Lưu Cáp Lạt Bất Hoa từ Thiểm Châu, Đồng Quan cứu viện. Bọn họ đánh cho nghĩa quân Khăn Đỏ tan tác, Sát Hãn được gia chức Tư thiện đại phu, Thiểm Tây hành tỉnh tả thừa. Lưu Phúc Thông phái thêm nghĩa quân lên phía bắc Tứ Xuyên, nhắm đến Phượng Tường. Ông tiến vào Phượng Tường, dụ nghĩa quân đến vây thành. Nghĩa quân phát trọng binh đến đánh, Sát Hãn tự soái thiết kỵ, mai phục cách thành 200 dặm. Quân Nguyên trong ngoài hợp kích, nghĩa quân tan rã, người chết đến vài vạn, thây phơi hàng trăm dặm.

### Cứu viện Kinh sư
Tháng 2 năm thứ 18 (1358), thủ lĩnh quân Khăn Đỏ ở Sơn Đông là Mao Quý tiến hành bắc phạt, bức đến kinh sư. Triều đình nhà Nguyên vội triệu binh mã 4 phương cứu viện, mệnh cho Sát Hãn đóng quân ở Trác Châu. Sát Hãn chia quân đồn thú ở Thanh Tưu , Nghĩa Cốc , đóng quân Đồng Quan, chắn Nam Sơn khẩu, đề phòng nghĩa quân Thiểm Tây lại nổi dậy. Ông tự mình soái tinh kỵ gấp đến Hà Bắc. Khi ấy một cánh nghĩa quân vượt núi Thái Hành, đánh phá nhiều nơi thuộc Sơn Tây, tiến xuống phía nam. Sát Hãn phái bọn Quan Bảo, Hổ Lâm Xích giữ Thượng Đảng, Hổ Lâm Xích đẩy lui tất cả các cuộc tấn công của nghĩa quân nhắm vào Liêu Châu . Nhằm ngăn trở nghĩa quân tiến xuống phía nam, ông phái quân mai phục ở cửa ải Nam Sơn thuộc núi Thái Hành, tự nắm đại quân đóng tại Văn Hỷ, Giáng Dương. Nghĩa quân quả nhiên đi qua Nam Sơn, gặp phục kích, tổn thất nặng nề.
Sát Hãn chia quân đóng ở Trạch Châu , chặn thành Lưu Tử ; đóng ở Thượng Đảng, chặn hang Ngô Nhân ; đóng ở Ký Ninh, chặn cửa Tỉnh Hình , nhằm lấp kín con đường đi qua núi Thái Hành. Việc nay khiến cho nghĩa quân Khăn Đỏ ở Sơn Tây hết cách hoạt động, chuyển sang tấn công Hà Bắc. Ông tiến chức làm Thiểm Tây hành tỉnh hữu thừa kiêm Thiểm Tây hành đài thị ngự sử, Đồng tri Hà Nam hành xu mật viện sự. Huệ tông hạ chiếu lệnh cho ông được thay quyền nhà vua ở Quan Thiểm, Tấn, Ký, coi sóc Hán, Miện, Kinh, Tương, tùy nghi làm việc bên ngoài.

### Đánh chiếm Biện Lương
Tháng 5 năm thứ 19 (1359), Sát Hãn nhắm vào kinh đô Biện Lương của chính quyền Tống do nghĩa quân Khăn Đỏ lập nên, tự soái đại quân đến Hổ Lao, sai quân theo đường phía nam ra Biện Nam, lấy các châu Quy, Bạc, Trần, Thái; theo đường phía bắc ra Biện Đông, lên chiến thuyền men Hoàng Hà, thủy lục cùng tiến, dẹp Tào Châu  về phía nam, giữ bến Hoàng Lăng . Lại còn điều quân Thiểm Tây, ra cửa Hàm, vượt Hổ Lao; quân Sơn Tây ra Thái Hành, xuôi Hoàng Hà, hội sư dưới thành Biện Lương, chiếm lấy thành ngoài của nghĩa quân.
Ông tự đóng quân ở doanh Hạnh Hoa (phía tây thành). Thủ lĩnh nghĩa quân Lưu Phúc Thông nhiều lần ra đánh đều thất bại. Tháng 8, thành vỡ, Phúc Thông đưa Tống đế Hàn Lâm Nhi và mấy trăm kỵ binh bỏ trốn. Quân Nguyên bắt được Hoàng hậu, hơn 5000 quan viên và mấy vạn gia thuộc của nghĩa quân. Sát Hãn nhờ công được bái làm Hà Nam hành tỉnh bình chương chánh sự, kiêm Tri Hà Nam hành xu mật viện sự, Thiểm Tây hành đài ngự sử trung thừa. Vì thế, ông chia quân trấn giữ Quan Thiểm, Kinh Tương, Hà Lạc, Giang Hoài, rồi đặt đại quân ở Thái Hành, cờ quạt kéo dài mấy ngàn dặm. Sát Hãn hằng ngày sửa chữa xe, thuyền, đúc khí giới, làm ruộng chứa lúa, huấn luyện sĩ tốt, muốn giành lại Sơn Đông.

### Tranh giành quyền lực
Vì Sát Hãn tỏ ra bất mãn Bột La Thiếp Mộc Nhi, thuộc gia tộc San Trúc Đái, trẻ tuổi hơn, ít chiến công hơn mà địa vị lại ở trên, nên triều đình mệnh cho Bột La giữ vùng đất từ cửa ải Thạch Lĩnh  về phía bắc, ông giữ từ cửa ải Thạch Lĩnh về phía nam, tránh cho 2 người xảy ra xung đột.
Tháng 9 năm thứ 20 (1360), Bột La phái quân tấn công Ký Ninh dưới quyền Sát Hãn, rồi lui về Giao Thành. Tháng 10, triều đình mệnh cho Bột La giữ Ký Ninh, tướng giữ Ký Ninh của Sát Hãn không chịu nộp thành. Sát Hãn phái thêm quân đến giữ, bị bộ tướng của Bột La là Thoát Liệt Bá đánh bại. Tháng giêng năm thứ 21 (1361), triều đình phái Bình chương Đáp Thất Thiếp Mộc Nhi, Tham chánh Thất Thập đến khuyên dụ, Bột La mới lui quân về đất cũ.

### Đưa quân đông tiến
Tháng 6 năm thứ 21 (1361), Sát Hãn ở Lạc Dương triệu tập các lộ tướng lĩnh, bàn bạc việc ra quân tấn công Sơn Đông như sau: quân Tịnh Châu ra Tỉnh Hình; quân Liêu, Thấm ra Hàm Đan; quân Trạch, Lộ ra Từ Châu; quân Hoài, Vệ ra Bạch Mã, cùng quân Biện, Lạc chia đường thủy lục cùng tiến. Rồi tự soái thiết kị tinh nhuệ, dựng cờ trống đại tướng, vượt Mạnh Tân, qua Hoài Khánh, nổi trống đông tiến.
Tháng 7, chiếm Đông Xương , Quan Châu . Tháng 8, Sát Hãn đến Diêm Hà, sai con là Khoách Khuếch Thiếp Mộc Nhi cùng bọn Diêm Tử Hiếu, hội họp với bọn Quan Bảo, Hổ Lâm Xích soái 5 vạn tinh binh tấn công Đông Bình. Quân Nguyên từ bờ đông làm cầu nổi sang sông, "Hoa mã vương" Điền Phong phái 2 vạn quân cướp cầu, Quan Bảo, Hổ Lâm Xích vừa đánh vừa sang sông, chiếm Trường Thanh, đóng quân dưới thành Đông Bình. Điền Phong sai bộ hạ là bọn Thôi Thế Anh ra đánh, không thắng.
Sát Hãn cho rằng Điền Phong ở Sơn Đông đã lâu, quân dân phục tùng ông ta, bèn gởi thư đem lẽ "nghịch thuận" ra dụ, Phong nhận lời đầu hàng, nhưng khéo léo từ chối gặp gỡ. Sát Hãn cả mừng, mệnh cho hắn ta làm Tiền phong, theo quân đông tiến. Sau đó "Tảo địa vương" Vương Sĩ Thành ở Đông Bình, Du Định ở Lệ Châu , Dương Thành ở Đông Xương đều hàng. Ông bèn thụ chức cho Phong làm Sơn Đông hành tỉnh bình chương.

### Đánh hạ Tế Nam
Bấy giờ, nghĩa quân Khăn Đỏ hội sư ở Tế Nam, Sát Hãn chia quân 3 đường: Bắc lộ đánh Tế Dương, Chương Khâu, Trung lộ do Sát Hãn tự soái chủ lực đánh Tế Nam, Nam lộ đánh Thái An, Ích Dương. Quân Trung lộ vượt Thanh Hà, đánh bại nghĩa quân ở Phân Tề, áp sát thành Tế Nam.
Khi ấy quân Bắc lộ giành được Tế Hà, Vũ Thành, quân Nam lộ cũng báo tiệp. Nghĩa quân ở Ích Đô đến cứu Tế Nam, bị Sát Hãn đánh bại ở Thạch Kiều. Ông thừa thắng vây đánh Tế Nam, chia quân chiếm lấy các châu quận đang nằm trong tay quân Khăn Đỏ. 3 tháng sau, chiếm được Tế Nam, triều đình bái Sát Hãn làm Trung thư bình chương chánh sự, Tri Hà Nam, Sơn Đông hành xu mật viện sự, Thiểm Tây hành đài trung thừa như cũ.

### Vây chặt Ích Đô
Sát Hãn từ Tế Nam tiến quân vây đánh Ích Đô, hòng quét sạch sào huyệt cuối cùng của nghĩa quân Khăn Đỏ ở Sơn Đông, gặp Điền Phong ở phía tây thành. Ông lệnh cho quân Nguyên đặt doanh trại ở vài mươi chỗ, sửa chữa công cụ, trăm đường cùng tiến. Nghĩa quân ra sức cố thủ, quân Nguyên đào hào sâu, xây lũy dài, dẫn nước sông Nam Dương rót vào thành.
Thành bị vây được vài tháng, Sát Hãn rất hay đến trại của Điền Phong ở cửa nam để bàn bạc. Ngày 15 tháng 6 năm thứ 22 (tức ngày 6 tháng 7 năm 1362 dương lịch), ông chỉ đưa 2 tùy tùng đến trại của Điền Phong, bị bọn Điền Phong, Vương Sĩ Thành bắt giữ, chạy vào trong thành, rồi bị hại.
Tin tức truyền về, trong triều ngoài cõi chấn động. Triều đình ban chiếu tặng Thôi Thành Định Viễn Tuyên Trung Lượng Tiết công thần, Khai phủ nghi đồng tam tư, Thượng trụ quốc, Hà Nam hành tỉnh tả thừa tướng, truy phong Trung Tương vương, thụy là Hiến Vũ. Sau đó đổi tặng Tuyên Trung Hưng Vận Hoằng Nhân Hiệu Tiết công thần, truy phong Toánh Xuyên vương, đổi thụy Trung Tương, thực ấp là huyện Trầm Khâu. Mệnh cho con trai Khoách Khuếch Thiếp Mộc Nhi tổng lĩnh quân đội của cha.

## Đánh giá
"Quốc triều điển cố" chép: Chu Nguyên Chương nghe tin Sát Hãn bị hại, chỉ nói: "Thiên hạ hết người rồi!".